# Горан Недељковић
Горан Недељковић (Смедерево, 20. август 1982) бивши је српски веслач. Био је члан ВК Смедерево од 1994. до 2008. године. Веслао је за репрезентацију Југославије, Србије и Црне Горе и Србије од 1998. до 2008. године.

## Каријера
Био је учесник ЛОИ у Атини 2004. године, када је освојио 7. место у дисциплини четверац без кормилара за лаке веслаче. Поред овог успеха, може се истаћи и следећим медаљама на светским и европским првенствима:
- Светско првенство за јуниоре Пловдив (Бугарска) 1999. године — 2. место (дубл скул)
- Светско првенство за сениоре Б (до 22 године) Отенсхајм (Аустрија) 2001. године — 1. место (двојац без корм. за лаке веслаче)
- Светско првенство за сениоре Б (до 22 године) Ђенова (Италија) 2002. године — 3. место (двојац без корм. за лаке веслаче)
- Европско првенство за сениоре Познањ (Пољска) 2007. године — 2. место (четверац без корм. за лаке веслаче)
- Светско првенство за сениоре Отенсхајм (Аустрија) 2008. године — 3. место (двојац без корм. за лаке веслаче)
- Европско првенство за сениоре Атина (Грчка) 2008. године — 2. место (четверац без корм. за лаке веслаче)